# Ťin-čou
Ťin-čou (čínsky 锦州, pchin-jinem Jǐnzhōu) je městská prefektura v Čínské lidové republice, kde patří do provincie Liao-ning. Celá prefektura má rozlohu 9 998 čtverečních kilometrů a v roce 2020 v ní žilo 2,7 milionu obyvatel.

## Poloha
Ťin-čou leží ve východní části provincie Liao-ning na severním břehu Liaotungské zátoky Pochajského moře. Na východě hraničí s Pchan-ťinem, An-šanem a Šen-jangem, na severu s Čchao-jangem a Fu-sinem a na západě s prefekturou Chu-lu-tao.

### Doprava
Je zde stanice nejstarší čínské vysokorychlostní tratě Čchin-chuang-tao – Šen-jang.

## Administrativní členění
Městská prefektura Ťin-čou se člení na sedm celků okresní úrovně, a sice tři městské obvody, dva městské okresy a dva okresy.
| 2 3 1 okres · Chej-šan okres · I městský okres · Ling-chaj městský okres · Pej-čen 1. Tchaj-che 2. Ku-tcha 3. Ling-che |        |                       |                    |                                  |
| Název | Název  | Počet obyvatel (2020) | Rozloha km² (2020) | Hustota zalidnění (obyv. na km²) |
| český přepis | znaky  | Počet obyvatel (2020) | Rozloha km² (2020) | Hustota zalidnění (obyv. na km²) |
| Městské obvody |        |                       |                    |                                  |
| Ku-tcha | 古塔区 | 252 209               | 70                 | 3 604                            |
| Ling-che | 凌河区 | 402 038               | 40                 | 9 984                            |
| Tchaj-che | 太和区 | 457 602               | 719                | 636                              |
| Městské okresy |        |                       |                    |                                  |
| Ling-chaj | 凌海市 | 412 513               | 2 494              | 165                              |
| Pej-čen | 北镇市 | 422 289               | 1 673              | 252                              |
| Okresy |        |                       |                    |                                  |
| Chej-šan | 黑山县 | 451 206               | 2 515              | 179                              |
| I | 义县   | 305 996               | 2 487              | 123                              |
| |        |                       |                    |                                  |
| Celkem | Celkem | 2 703 853             | 9 998              | 270                              |

## Partnerská města
- Angarsk, Rusko
- Nonsan, Jižní Korea
- Oakland, Kalifornie, Spojené státy americké
- Pchadžu, Jižní Korea
- Pleven, Bulharsko
- Takaoka, Japonsko
- Tomsk, Rusko
- Trois-Rivières, Kanada